# Lissosculpta longinquua
Lissosculpta longinquua là một loài tò vò trong họ Ichneumonidae.